# Rhytiphora obscura
Rhytiphora obscura là một loài bọ cánh cứng trong họ Cerambycidae.